# Junior Aliberti
Franco Junior Aliberti (Montevideo, 16 de junio de 1984) es un exfutbolista uruguayo. Es director técnico en el plantel principal y coordinador de las categorías juveniles Nacional Fútbol Club de Salto, Uruguay. 

## Trayectoria
Comenzó su carrera en el año 1998 jugando por Danubio. 
Fue jugador de los procesos de selección uruguaya sub-15, sub-17 y sub-20. 
Fue campeón y goleador de Mini- Mundial sub-17 disputado en Río de Janeiro enfrentando a Brasil, México, Inglaterra, Francia y Corea del Sur.   
Fue parte del plantel en el Sudamericano Sub-17 en Arequipa, Perú, 2001. 
Integró el plantel preseleccionado sub-20 para el sudamericano disputado en Montevideo 2003.  
En 2003 clasificó a la Copa Sudamericana 2004 junto al Danubio. Estuvo ahí hasta 2004, Formó parte del plantel campeón uruguayo. 
Luego fue prestado a mitad de año al Deportivo Maldonado donde realizó una destacada participación.   
Al año siguiente volvió a Danubio, donde jugó la Copa Libertadores 2005. Fue contratado por Plaza Colonia a mitad de año.  
En 2006 se fue al Montevideo Wanderers. Es recordado por la histórica goleada a Peñarol en el estadio centenario por 5 goles a 1, anotando en tres oportunidades.   
En agosto de ese año llegó al Miramar Misiones. 
En 2007 estuvo en el Bella Vista y después fue contratado por el Progreso, en donde permaneció hasta julio de 2008. Después llegó al Club Atlético Cerro y al año siguiente fichó por el Sporting Cristal del Perú Para jugar la Copa Libertados 2009.
En 2010 viajó al fútbol de Colombia para fichar por el equipo volcánico, el Deportivo Pasto. En junio de ese año regresó a su país para jugar por El Tanque Sisley.
El 1 de julio de 2011, se dio a conocer la contratación de Aliberti por parte de la Liga de Loja de Ecuador cumpliendo una campaña irregular quedando puesto 7 sin conseguir algún cupo a torneos internacionales.
En agosto de 2012, regresó al Perú para jugar por el José Gálvez de Chimbote. Fue parte del plantel campeón de la Copa Federación de ese año siendo goleador y convirtiendo el gol de la final frente al Club Juan Aurich. 
Sus buenas actuaciones en Jose Glvez de Perú despertaron el interés del entrenador Julio Comesaña  quien pide su contratación para el Club Patriotas Boyacá de la primera división del Fútbol Colombiano 
En agosto de 2014 retorna al país para enrolarse en Miramar Misiones, disputando el Campeonato Uruguayo de Segunda División.
Luego en 2015 decide su retiro, para luego comenzar la preparación en su etapa como DT. Obtiene las distintas Licencias otorgadas por AUF, CONMEBOL Y FIFA.
En el año 2018 inicia su ciclo en frente de las categorías sub-15 y sub-18 de Nacional FC de Salto para luego pasar a ocupar la función de entrenador del plantel principal y coordinador de divisiones inferiores.

## Clubes

### Como jugador
| Club                 | País     | Año       |
| -------------------- | -------- | --------- |
| Danubio              | Uruguay  | 2002-2004 |
| Deportivo Maldonado  | Uruguay  | 2004      |
| Danubio              | Uruguay  | 2005      |
| Plaza Colonia        | Uruguay  | 2005      |
| Montevideo Wanderers | Uruguay  | 2006      |
| Miramar Misiones     | Uruguay  | 2006      |
| Bella Vista          | Uruguay  | 2007      |
| Progreso             | Uruguay  | 2007-2008 |
| Cerro                | Uruguay  | 2008      |
| Sporting Cristal     | Perú     | 2009      |
| Deportivo Pasto      | Colombia | 2010      |
| El Tanque Sisley     | Uruguay  | 2010-2011 |
| Liga de Loja         | Ecuador  | 2011      |
| José Gálvez          | Perú     | 2012-2013 |
| Patriotas            | Colombia | 2014      |
| Miramar Misiones     | Uruguay  | 2014      |

### Como entrenador
| Club                 | País    | Año  |
| -------------------- | ------- | ---- |
| Nacional Fc de Salto | Uruguay | 2018 |

## Palmarés

### Campeonatos nacionales
| Título              | Club           | País    | Año  |
| ------------------- | -------------- | ------- | ---- |
| Mini-Mundial        | Uruguay sub-17 | Brasil  | 2001 |
| Campeonato Uruguayo | Danubio        | Uruguay | 2004 |
| Copa Federación     | José Gálvez    | Perú    | 2012 |

### Distinciones individuales
| Distinción                               | Año  |
| ---------------------------------------- | ---- |
| Goleador de la Copa Federación           | 2012 |
| Goleador Min-Mundial Río de Janeiro 2001 | 2001 |